# ハヤシビジネス (神戸市の企業)
株式会社ハヤシビジネスは、兵庫県神戸市東灘区にある、Eコマース（インターネット通販）事業を展開している会社である。
主に、水着やレディースファッションアイテムを販売し楽天市場やZOZOTOWNをはじめ様々なモールで「TeddyShop（テディショップ）」という店舗として出店している。

## 概要
神戸博志と林武栄が総合ネット通販の運営を目的として、兵庫県神戸市兵庫区にて設立。
設立後、楽天市場、au Wowma!、Amazon、ZOZOTOWNにTeddyShopをオープン。また、自社ブランド「Teddy」や「DAY CLOSET」商品の企画・製造・販売を手掛ける。

## 沿革
- 2010年（平成22年）7月 - 神戸博志（現社長）と林武栄（現副社長）が総合ネット通販の運営を目的とし、株式会社ハヤシビジネスを設立
- 2011年（平成23年）11月 - 楽天市場にTeddyShopを出店
- 2012年（平成24年）12月 -
  - DeNAショッピング（現・au Wowma!）にTeddyShopを出店
  - 本店所在地を神戸市中央区に移転
- 2014年（平成26年）
  - 10月 - 本店所在地を神戸市東灘区に移転
  - 12月 - SHOPLISTにTeddyShopを出店
- 2015年（平成27年）
  - 1月 - 楽天市場ショップ・オブ・ザ・イヤー2014　TV・オーディオ・カメラ部門 ジャンル賞 受賞
  - 9月 - 自社ブランド「Teddy」 製品の販売開始
- 2016年（平成28年）7月 - 楽天市場ショップ・オブ・ザ・ウィーク 第4週 レディースファッション ジャンル賞　ショップ・オブ・ザ・マン ス メールマガジン賞 受賞
- 2017年（平成29年）
  - 3月 - Wowma! BEST SHOP AWARD 2016シーズナブル賞 受賞
  - 5月 - FASHION LEADERS　real.6にてTeddyShop2017水着コレクションを発表
  - 8月 - 楽天市場ショップ・オブ・ザ・ウィーク 第3週 レディースファッションジャンル賞 受賞
  - 10月 - AmazonにTeddyShopを出店
- 2018年（平成30年）
  - 5月 - ZOZOTOWNにTeddyShopを出店
  - 5月 - FASHION LEADERS SPRING/SUMMER 2018にてTeddyShop2018水着コレクションを発表
- 2019年（平成31年/令和元年）
  - 2月 - 自社ブランド「DAY CLOSET」 製品の販売開始
  - 5月 - LOCONDOにTeddyShopを出店
  - 6月 - 自社サイト水着専門店DAY CLOSETをオープン
  - 7月 - DreamRoad Vol.5にてTeddyShop2019水着コレクションを発表
- 2021年（令和3年）6月 - 楽天市場ショップ・オブ・ザ・マンス 2021年5月 レディースファッションジャンル賞 受賞
- 2022年（令和4年）
  - 1月 - 楽天市場ショップ・オブ・ザ・イヤー 2021 レディースファッションジャンル賞 受賞
  - 6月 - 楽天市場ショップ・オブ・ザ・マンス 2022年5月 レディースファッションジャンル賞 受賞
- 2023年（令和5年）1月 - 楽天市場ショップ・オブ・ザ・マンス 2022年12月 レディースファッションジャンル賞および楽天市場ショップ・オブ・ザ・イヤー 2022 レディースファッションジャンル賞 受賞
- 2023年（令和5年）8月 - 楽天市場ショップ・オブ・ザ・マンス 2023年7月 レディースファッションジャンル賞および楽天市場ショップ・オブ・ザ・マンス 2023年7月 配送品質向上賞 受賞
- 2024年（令和6年）1月 - 楽天市場ショップ・オブ・ジ・エリア 2023 関西エリア賞 受賞